# National Radio Astronomy Observatory
Il National Radio Astronomy Observatory (NRAO) è un centro di ricerca radioastronomica degli Stati Uniti con sede centrale a Charlottesville in Virginia, all'interno del campus dell'Università della Virginia. È finanziato dalla National Science Foundation.
L'NRAO ha costruito e gestisce diversi radiotelescopi, situati sia negli Stati Uniti che in altri paesi:
- Radiotelescopio di Green Bank: un radiotelescopio di 100 metri di diametro a Green Bank in Virginia Occidentale.
- Very Large Array: una serie di radiotelescopi collegati tra di loro, nel Nuovo Messico.
- Very Long Baseline Array: vari telescopi in diverse località degli Stati Uniti, collegati tra di loro.
- Atacama Large Millimeter Array, nel deserto di Atacama in Cile.